# Hermann Caspar von Hanxleden zu Eickel
 Hermann Caspar von Hanxleden zu Eickel (* um 1700; † 19. Januar 1760) war ein römisch-katholischer Geistlicher und Domherr in Münster und Minden.

## Leben
Hermann Caspar von Hanxleden zu Eickel entstammte dem westfälischen Adelsgeschlecht von Hanxleden. Er war der Sohn des Gunter Egon von Hanxleben und dessen Gemahlin Clara Maria von Westerholt zu Eickhoff. Sein Bruder Franz Christoph war Domherr, ebenso sein Neffe Leopold. Im Jahre 1741 gelangte Hermann Caspar durch päpstliche Provision in den Besitz einer münsterschen Dompräbende. Kurfürst Clemens August ernannte ihn am 11. September 1751 zum Hofkammervizepräsidenten. 1756 erhielt er seine Ernennung zum Domküster. Hermann Caspar war Subdiakon.